# Puchar Polski w piłce siatkowej kobiet (2008/2009)
Puchar Polski w piłce siatkowej kobiet 2008/2009 – 52. sezon rozgrywek o siatkarski Puchar Polski odbywający się od 1932 roku. 

## System rozgrywek
Rozgrywki składały się z pięciu rund wstępnych, ćwierćfinałów i turnieju finałowego. Drużyny, które grają w II lidze rozpoczynają od 1. rundy. Następnie w 3. rundzie do zwycięzców z 2. rundy dojdą drużyny z I ligi, następnie w 5. rundzie rozpoczną rozgrywki drużyny z PlusLigi, które po pierwszej części sezonu zajęły miejsca 5-10. A od ćwierćfinału występować będą drużyny z pierwszej czwórki pierwszej części sezonu zasadniczego. Gospodarzem w rundach wstępnych jest drużyna, która zajęła niższą pozycję w klasyfikacji końcowej lub z niższej ligi.

## Drużyny uczestniczące
| PlusLigi Kobiet 10 drużyn | PlusLigi Kobiet 10 drużyn |
| ------------------------- | ------------------------- |
| BKS Aluprof Bielsko-Biała | zwycięzca                 |
| Muszynianka Muszyna       | finał                     |
| MKS Dąbrowa Górnicza      | ćwierćfinał               |
| AZS Białystok             | ćwierćfinał               |
| Centrostal Bydgoszcz      | półfinał                  |
| SSK Calisia Kalisz        | 5. runda                  |
| Gwardia Wrocław           | ćwierćfinał               |
| Stal Mielec               | ćwierćfinał               |
| Farmutil Piła             | półfinał                  |
| Gedania Żukowo            | 5. runda                  |

| I liga 10 drużyn        | I liga 10 drużyn |
| ----------------------- | ---------------- |
| Organika Budowlani Łódź | 5. runda         |
| Chemik Police           | 2. runda         |
| TPS Rumia               | 5. runda         |
| KSZO Ostrowiec Św.      | 2. runda         |
| Piast Szczecin          | 4. runda         |
| Sokół Chorzów           | 2. runda         |
| MOSiR Mysłowice         | 4. runda         |
| TKST Toruń              | 3. runda         |
| AZS AWF Poznań          | 2. runda         |
| Wisła Kraków            | 2. runda         |

| niższe ligi 5 drużyn                 | niższe ligi 5 drużyn |
| ------------------------------------ | -------------------- |
| KŚ AZS Politechniki Śląskiej Gliwice | 3. runda             |
| AZS UE Kraków                        | 2. runda             |
| UKS Sobieski Lublin                  | 3. runda             |
| MKS Świdnica                         | 2. runda             |
| PLKS Pszczyna                        | 1. runda             |

## Rozgrywki

### 1. runda
| Data       | Drużyna 1                       | Wynik | Drużyna 2     | Sety |
| ---------- | ------------------------------- | ----- | ------------- | ---- |
| 20.09.2008 | AZS Politechnika Śląska Gliwice | 3:2   | PLKS Pszczyna |      |
|            | AZS UE Kraków                   |       | wolny los     |      |
|            | UKS Sobieski Lublin             |       | wolny los     |      |
|            | MKS Świdnica                    |       | wolny los     |      |
|            | PLKS Pszczyna                   |       | wolny los     |      |

### 2. runda
| Data       | Drużyna 1                       | Wynik | Drużyna 2                        | Sety                              |
| ---------- | ------------------------------- | ----- | -------------------------------- | --------------------------------- |
| 15.10.2008 | AZS AWF Poznań                  | 1:3   | Piast Szczecin                   | 18:25, 25:22, 22:25, 16:25        |
| 15.10.2008 | UKS Sobieski Lublin             | 3:2   | Wisła Kraków                     | 23:25, 25:14, 21:25, 25:14, 15:13 |
| 15.10.2008 | Budowlani Łódź                  | 3:1   | Sokół Chorzów                    | 25:18, 22:25, 25:19, 25:23        |
| 15.10.2008 | AZS Politechnika Śląska Gliwice | 3:2   | Chemik Police                    | 19:25, 25:23, 25:27, 25:21, 15:11 |
| 15.10.2008 | MOSiR Mysłowice                 | 3:1   | AZS KSZO Ostrowiec Świętokrzyski | 25:23, 18:25, 25:20, 26:24        |
| 15.10.2008 | MKS Świdnica                    | 0:3   | Budowlani Toruń                  | 13:25, 11:25, 20:25               |
| 15.10.2008 | AZS UE Kraków                   | 0:3   | TPS Rumia                        | 17:25, 17:25, 18:25               |

### 3. runda
| Data       | Drużyna 1                       | Wynik | Drużyna 2       | Sety                |
| ---------- | ------------------------------- | ----- | --------------- | ------------------- |
| 29.10.2008 | UKS Sobieski Lublin             | 0:3   | Piast Szczecin  | 12:25, 15:25, 22:25 |
| 29.10.2008 | AZS Politechnika Śląska Gliwice | 0:3   | Budowlani Łódź  | 20:25, 17:25, 13:25 |
| 29.10.2008 | MOSiR Mysłowice                 | 3:0   | Budowlani Toruń | 25:17, 25:12, 25:19 |
| 29.10.2008 | TPS Rumia                       |       | wolny los       |                     |

### 4. runda
| Data       | Drużyna 1       | Wynik | Drużyna 2       | Sety                       |
| ---------- | --------------- | ----- | --------------- | -------------------------- |
| 19.11.2008 | Piast Szczecin  | 0:3   | Budowlani Łódź  | 25:27, 15:25, 20:25        |
| 03.12.2008 | Budowlani Łódź  | 3:0   | Piast Szczecin  | 29:27, 25:18, 25:23        |
|            |                 |       |                 |                            |
| 19.11.2008 | MOSiR Mysłowice | 1:3   | TPS Rumia       | 22:25, 17:25, 28:26, 21:25 |
| 03.12.2008 | TPS Rumia       | 3:0   | MOSiR Mysłowice | 25:17, 25:22, 29:27        |

### 5. runda
| Data       | Drużyna 1             | Wynik | Drużyna 2             | Sety                       |
| ---------- | --------------------- | ----- | --------------------- | -------------------------- |
| 07.01.2009 | MKS Dąbrowa Górnicza  | 3:0   | Budowlani Łódź        | 25:19, 25:18, 29:27        |
| 28.01.2009 | Budowlani Łódź        | 3:1   | MKS Dąbrowa Górnicza  | 25:22, 13:25, 25:22, 27:25 |
|            |                       |       |                       |                            |
| 07.01.2009 | Stal Mielec           | 3:1   | Gedania Żukowo        | 25:21, 13:25, 25:22, 25:20 |
| 28.01.2009 | Gedania Żukowo        | 0:3   | Stal Mielec           | 23:25, 16:25, 24:26        |
|            |                       |       |                       |                            |
| 07.01.2009 | TPS Rumia             | 1:3   | AZS Białystok         | 18:25, 28:26, 9:25, 22:25  |
| 28.01.2009 | AZS Białystok         | 3:0   | TPS Rumia             | 25:13, 25:13, 25:12        |
|            |                       |       |                       |                            |
| 07.01.2009 | Impel Gwardia Wrocław | 3:0   | SSK Calisia Kalisz    | 25:14, 25:20, 33:31        |
| 28.01.2009 | SSK Calisia Kalisz    | 1:3   | Impel Gwardia Wrocław | 25:18, 20:25, 22:25, 19:25 |

### Ćwierćfinały
| Data       | Drużyna 1                 | Wynik | Drużyna 2                 | Sety                             |
| ---------- | ------------------------- | ----- | ------------------------- | -------------------------------- |
| 04.02.2009 | BKS Aluprof Bielsko-Biała | 3:2   | MKS Dąbrowa Górnicza      | 23:25, 25:18, 18:25, 25:9, 15:13 |
| 25.02.2009 | MKS Dąbrowa Górnicza      | 1:3   | BKS Aluprof Bielsko-Biała | 17:25, 25:23, 16:25, 12:25       |
|            |                           |       |                           |                                  |
| 04.02.2009 | Centrostal Bydgoszcz      | 3:0   | Impel Gwardia Wrocław     | 25:22, 25:14, 25:17              |
| 25.02.2009 | Impel Gwardia Wrocław     | 3:1   | Centrostal Bydgoszcz      | 30:32, 25:19, 25:13, 25:20       |
|            |                           |       |                           |                                  |
| 04.02.2009 | Farmutil Piła             | 3:1   | Stal Mielec               | 25:15, 22:25, 25:19, 25:16       |
| 28.02.2009 | Stal Mielec               | 1:3   | Farmutil Piła             | 25:18, 12:25, 16:25, 21:25       |
|            |                           |       |                           |                                  |
| 25.02.2009 | AZS Białystok             | 1:3   | Muszynianka Fakro Muszyna | 25:22, 22:25, 16:25, 23:25       |
| 28.02.2009 | Muszynianka Fakro Muszyna | 3:0   | AZS Białystok             | 25:15, 25:20, 25:10              |

### Turniej finałowy

#### Drabinka
|  |                       |                       |                     |                     |   |                       |                       |       |
|  | Półfinał              | Półfinał              | Półfinał            |                     |   | Finał                 | Finał                 | Finał |
|  | Półfinał              | Półfinał              | Półfinał            |                     |   | Finał                 | Finał                 | Finał |
|  |                       |                       |                     |                     |   |                       |                       |       |
|  |                       |                       |                     |                     |   |                       |                       |       |
|  | Aluprof Bielsko-Biała | Aluprof Bielsko-Biała | 3                   |                     |   |                       |                       |       |
|  | Aluprof Bielsko-Biała | Aluprof Bielsko-Biała | 3                   |                     |   |                       |                       |       |
|  | Centrostal Bydgoszcz  | Centrostal Bydgoszcz  | 1                   |                     |   |                       |                       |       |
|  | Centrostal Bydgoszcz  | Centrostal Bydgoszcz  | 1                   |                     |   | Aluprof Bielsko-Biała | Aluprof Bielsko-Biała | 3     |
|  |                       |                       |                     |                     |   | Aluprof Bielsko-Biała | Aluprof Bielsko-Biała | 3     |
|  |                       |                       | Muszynianka Muszyna | Muszynianka Muszyna | 0 |                       |                       |       |
|  | Muszynianka Muszyna   | Muszynianka Muszyna   | Muszynianka Muszyna | Muszynianka Muszyna | 0 | 3                     |                       |       |
|  | Muszynianka Muszyna   | Muszynianka Muszyna   |                     |                     |   |                       |                       |       |
|  | Farmutil Piła         | Farmutil Piła         | 2                   |                     |   |                       |                       |       |
|  | Farmutil Piła         | Farmutil Piła         | 2                   |                     |   |                       |                       |       |

#### Półfinały
| Data       | Drużyna 1                 | Wynik | Drużyna 2                 | Sety                              |
| ---------- | ------------------------- | ----- | ------------------------- | --------------------------------- |
| 14.03.2009 | BKS Aluprof Bielsko-Biała | 3:1   | Centrostal Bydgoszcz      | 25:20, 25:18, 18:25, 25:14        |
| 14.03.2009 | Farmutil Piła             | 2:3   | Muszynianka Fakro Muszyna | 18:25, 19:25, 25:23, 25:21, 10:15 |

#### Finał
| Data       | Drużyna 1                 | Wynik | Drużyna 2                 | Sety                |
| ---------- | ------------------------- | ----- | ------------------------- | ------------------- |
| 15.03.2009 | BKS Aluprof Bielsko-Biała | 3:0   | Muszynianka Fakro Muszyna | 25:15, 25:21, 25:20 |